# 7320 Potter
7320 Potter este un asteroid din centura principală de asteroizi.

## Descriere
7320 Potter este un asteroid din centura principală de asteroizi. A fost descoperit pe 2 octombrie 1978 la Observatorul de Astrofizică din Crimeea de Liudmila Juravliova. El prezintă o orbită caracterizată de o semiaxă mare de 3,13 ua, o excentricitate de 0,19 și o înclinație de 4,5° în raport cu ecliptica.